# Zeugandra
Zeugandra  (лат.) — олиготипный род двудольных растений семейства Колокольчиковые (Campanulaceae).
Впервые выделен британским ботаником Питером Хэдлендом Дейвисом в 1951 (1950?) году. Род признаётся не всеми исследователями, и его представители иногда включаются в состав рода Колокольчик (Campanula).

## Систематика
В состав рода входят два вида растений:
- Zeugandra iranica P.H. Davis
- Zeugandra iranshahrii Esfand.

Типовой вид — Zeugandra iranica.

## Распространение, общая характеристика
Оба вида являются эндемиками Ирана.
Многолетние травянистые растения. Соцветие — узковоронковидный венчик с цветками голубого цвета. Плод — раскрывающаяся коробочка.